# Chú chim cánh cụt Pororo
Chú chim cánh cụt Pororo (tiếng Anh: Pororo the Little Penguin, tiếng Hàn Quốc: 뽀롱뽀롱 뽀로로) là một bộ phim hoạt hình 3D của Hàn Quốc, do công ty Iconix Entertainment sản xuất.
Phim này chiếu từ năm 2003 đến tháng 4 năm 2021 vì mỗi tập chỉ có 7 phần duy nhất

## Nội dung
Ở phần 1 và 2, câu chuyện xoay quanh Pororo và các bạn trong khu rừng prong-prong. Bộ phim hướng trẻ nhỏ đến tính đạo đức trong cách ứng xử đời thường. Từ phần 3 trở đi bộ phim là các cuộc phiêu lưu của pororo và nhóm bạn tới những vùng đất mới lạ.

## Sự ra đời của Pororo

Bản vẽ pororo do Iconix Entertainment cung cấp ảnh

Pororo phần 6, tập 22 (1 phần tập phim)

Pororo và Eddy đột nhập tàu giải cứu các bạn (뽀로로 10주년 특집 뽀롱뽀롱 구출작전)

Pororo phần 6 tập 12

Pororo phần 6 tập 6

Pororo NEW 1 tập 24

Theo Hiệp hội Xúc tiến Công nghiệp và thương mại Seoul, giá trị thương hiệu của nhân vật Pororo đã lên đến hơn 336 triệu USD, gần bằng con số 345 triệu USD của nhân vật Hello Kitty của Nhật Bản và vượt qua nhân vật gấu Pooh của Mỹ với 293 triệu USD. Mặc dù chỉ mới ra đời được 8 năm, nhưng bộ phim đã được phủ sóng tại hơn 110 quốc gia, cùng với sự xuất hiện của trên 1.500 sản phẩm ăn theo. Doanh thu từ việc bán phim đã đạt đến con số 1,7 tỉ USD và không ngừng tăng trưởng 30-40% mỗi năm. Chắc hẳn các bạn đang rất tò mò về Pororo có phải không? Trước hết, chúng ta hãy cùng tìm hiểu về sự ra đời của nhân vật này qua lời giải thích của ông Kim Il-ho, giám đốc điều hành của công ty hoạt hình Ocon nhé! Giám đốc Kim Il-ho giải thích: "Chúng tôi muốn làm ra một bộ phim hoạt hình dành riêng cho trẻ em trước tuổi đến trường. Khi quyết định nhân vật chính cho bộ phim, chúng tôi đã nghĩ ra 5-6 con thú quen thuộc với trẻ em như khủng long, gấu, chuột, thỏ… và cuối cùng chọn chim cánh cụt. Tuy nhiên, đó không thể là một chú chim cánh cụt bình thường, mà phải là một chú chim cánh cụt có thể chiếm được tình cảm của trẻ nhỏ, đấy mới là điều quan trọng". 
Nhờ có nhiều nét giống với trẻ em, chim cánh cụt đã được chọn làm nhân vật chính. Tuy nhiên, nhân vật Pororo không đơn thuần chỉ là một chú chim cánh cụt bình thường, mà rất đặc biệt ngay từ khâu tạo hình với chiếc mũ bảo hiểm và chiếc kính bảo hộ của phi công. Ngay cả cái tên ‘Pororo’ cũng được đặt dựa theo những bước đi chập chững đáng yêu của trẻ nhỏ. Giám đốc Kim Il-ho tiếp tục giải thích: "Trên thế giới có rất nhiều loài chim cánh cụt. Do đó, buộc lòng chúng tôi phải tìm ra một nhân vật chim cánh cụt hoàn toàn khác biệt. Mặc dù đã rất cố gắng nhưng chúng tôi vẫn không thể tìm ra được tạo hình ưng ý. Sau nhiều lần bàn bạc, cuối cùng các họa sĩ đã cho ra đời những tạo hình sáng giá gồm chim cánh cụt đi du lịch, chim cánh cụt làm thợ săn, chim cánh cụt ninja hay chim cánh cụt làm lính cứu hỏa. Trong số đó, chim cánh cụt phi công dường như là tạo hình thích hợp hơn cả, vì nó thể hiện được giấc mơ của nhiều trẻ em. Mặt khác, nó còn truyền tải ước mơ được bay lượn trên bầu trời giống như bao loài chim khác của một loài chim vốn dĩ không biết bay. Dựa vào ý tưởng đó, chúng tôi đã cho chú chim cánh cụt đội mũ bảo hiểm và đeo kính bảo hộ của phi công và thấy rằng đây đích thực là nhân vật khác biệt mà mình đang tìm. Chú chim cánh cụt Pororo đã được ra đời như thế".Chim cánh cụt vốn dĩ là một loài chim không thể bay. Nhưng trong bộ phim, Pororo luôn mơ ước mình trở thành phi công để được bay lượn trên bầu trời. Và chú đã không ngừng dũng cảm đối đầu với thử thách để nuôi dưỡng và thực hiện mơ ước ấy của mình. Đây quả là một thông điệp có ý nghĩa mà bộ phim mang đến cho tất cả khán giả. Tuy gặp hết thất bại này đến thất bại khác trong mỗi lần tập bay, nhưng chú chim cánh cụt của chúng ta vẫn quyết không bỏ cuộc. Bởi vì bên cạnh chú còn sự động viên của rất nhiều những người bạn như Poby, Eddy, Loopy, Crong và Harry. Giám đốc Kim Il-ho giới thiệu thêm: "Các nhân vật này đều lấy hình tượng từ trẻ em. Mỗi nhân vật mang một cá tính và nghề nghiệp riêng, giống như trẻ em, không bé nào giống bé nào. Có nhân vật muốn trở thành nhà khoa 
học, có nhân vật muốn trở thành nhà thám hiểm, cũng có nhân vật muốn trở thành đầu bếp… Đó đều là những nghề mà trẻ em muốn được làm. Lấy ví dụ như nhân vật Eddy, cậu rất thông minh muốn trở thành nhà khoa học. Tuy nhiên, không phải lúc nào cậu cũng thành công, cũng có lúc gặp thất bại, nhưng hễ cần là cậu liền chế tạo ra một thứ gì đó để giúp đỡ bạn bè. Hay chú khủng long Crong chưa biết nói những vẫn thích đi theo anh chim cánh cụt Pororo trong tất cả những cuộc hành trình". 
Những người bạn của Pororo mỗi người lại có một tính cách, đặc trưng riêng. Eddy là một nhà khoa học thông minh, Loopy là một đầu bếp tốt bụng, Harry hát dở nhưng lại vui tính, Petty là một cô bạn cực kì nhanh trí, Crong thì vô cùng rắc rối nhưng đáng yêu... Trong số những người bạn, Poby là người thân thiết và đáng tin cậy nhất của Pororo. Đây là những nhân vật tượng trưng cho những người bạn mà trẻ em có thể bắt gặp xung quanh mình. Có lẽ chính nhờ sự gần gũi và tính tương đồng, bộ phim đã nhận được sự ủng hộ nhiệt tình của trẻ em, kể từ sau khi ra mắt năm 2003.

## Nhân vật
- Pororo: Nhân vật chính của bộ phim. Là một chú chim cánh cụt sống tại 1 khu nhà tại khu rừng prong-prong. Cậu sống cùng người bạn của mình, Crong. Là một chú chim cánh cụt tinh nghịch, thường hay chọc ghẹo các bạn nhưng cũng hay bị Crong trêu đùa. Cậu có màu xanh và bụng màu trắng, mỏ vàng, và một cặp kính phi công. Ở phần 3, cậu mặc thêm 1 chiếc áo phi công và 1 chiếc mũ phi công màu vàng.
- Crong: Một chú khủng long con mới nở màu xanh lục, và bụng màu trắng. Cậu sống cùng nhà với Pororo. Lúc đầu, Crong chưa biết nói, chỉ biết kêu tên mình "Crong!". Nhưng về sau, Crong có thể đọc tên Pororo và nói được một vài từ ngữ cơ bản. Cậu thường chơi một chiếc ô tô đồ chơi màu đỏ. Cậu hay chọc ghẹo Pororo và làm Pororo tức giận. Về phần 3,cậu mặc 1 bộ quần áo phi công màu xanh và chiếc găng tay màu đỏ.
- Eddy: Một chú cáo màu vàng. Cậu rất thông minh và có thể chế tạo nhiều thứ như ôtô, máy bay, robot... nhưng những phát minh của cậu cũng hay gây rắc rối. Cậu là bạn thân cũng như là một đối thủ thân mật của Pororo. Ở phần 3, cậu mặc một chiếc áo sơ mi và chiếc áo yếm.
- Loopy: Một cô hải ly màu hồng. Cô là rất ăn diện và nấu ăn rất giỏi nhưng rất kém trong thể thao. Cô thường hay ghen tị với Petty vì mọi người hay chú ý đến Petty nhiều hơn cô. Ở phần 2, cô cài 1 bông hoa lên đầu và ở phần 3, cô mặc 1 bộ váy hồng.
- Poby: Một chú gấu Bắc cực to lớn. Cậu rất tốt bụng và giỏi sửa chữa đồ vật. Cậu sống trong 1 vách băng cùng bạn của mình là Harry. Ở phần 2 cậu mặc 1 chiếc áo sơ mi có chữ P ở giữa áo.
- Petty: Một cô chim cánh cụt xuất hiện lần đầu ở phần 2. Cô rất tốt bụng, luôn dịu dàng với mọi người và hiếm khi tức giận. Cô luôn được các bạn quý mến. Cô rất giỏi trong thể thao nhưng nấu ăn rất dở và sợ nhện. Ở phần 3, cô mặc 1 bộ quần áo mùa đông cùng chiếc khăn trùm đầu.
- Harry: Một chú chim sẻ màu hồng. Xuất hiện lần đầu trong phần 2. Cậu rất thích hát nhưng hát rất tệ. Lúc đầu cậu sống chung với Poby nhưng sau được Poby làm 1 căn nhà nhỏ để cậu ở.
- Rody: Một con robot màu vàng do Eddy chế tạo trong phần 3. Cậu rất khoẻ mạnh và có thể vươn dài tay chân tuỳ thích. cậu thường thiếu các kỹ năng trong cuộc sống và luôn có một nụ cười trên miệng. Lúc đầu cậu ở chung với Eddy nhưng sau được Eddy xây cho ngôi nhà riêng.
- Tong-tong: Một chú rồng mặc 1 bộ áo màu xanh lục và sống trong 1 căn nhà ở trong một cái hang. Cậu có thể làm phép thuật nhưng hay hô thần chú sai. Để đến nhà các bạn, cậu thường biến thành một chú rồng to có thể bay nhanh nhưng khó hạ cánh.
- Popo và Pipi: Hai người bạn ngoài hành tinh. Quen Eddy từ phần 1 vì họ đã giúp tàu bay của Eddy quay về khu rừng prong-prong an toàn.Họ thích chơi trốn tìm và ăn bánh do Loopy làm.
- Tu-tu: Xuất hiện trong phần 4. Cậu là 1 chiếc xe hơi màu đỏ,có chữ T trên cánh cửa xe.Ban đầu cậu sống gần nhà Pororo,nhưng sau đó cậu sống với Tong-tong trong tập cuối phần 4.Từ phần 5 Tu-tu ít xuất hiện hơn và phần 6, cậu chỉ xuất hiện ở tập 22 duy nhất.

## Thành công của nhân vật Pororo
Mỗi tập phim chỉ dài khoảng 5 phút với cốt truyện dễ hiểu, xảy ra thường ngày trong cuộc sống của trẻ em. Mặc dù không có sự xuất hiện của các siêu anh hùng như trong các phim nước ngoài, nhưng nhờ những nhân vật mang nhiều nét tương đồng với trẻ em mà bộ phim đã chiếm được nhiều cảm tình của các khán giả nhí ở trong và thậm chí là ngoài nước. Những đài truyền hình lớn của thế giới như Disney của Mỹ, BBC của Anh... chiếu rất nhiều phim hoạt hình và các chương trình đa dạng dành cho trẻ em trước tuổi đến trường. Mặc dù chưa đạt đến mức độ thành công như ở Anh và Mỹ, nhưng phim hoạt hình Hàn Quốc cũng đang có chỗ đứng nhất định. Nhìn vào tỉ lệ người xem phim ‘Pororo và những người bạn’, chúng ta có thể thấy được nhiều tín hiệu đáng khả quan, đặc biệt là với thị trường châu Âu. Lấy ví dụ như ở Pháp, nơi bộ phim được phát sóng trên đài truyền hình quốc gia TF1 từ năm 2004. Chỉ sau một năm phát sóng, bộ phim đã đạt được tỉ lệ người xem 51,7%. Đó thật sự là một kỉ lục gây ngạc nhiên đối với một chương trình truyền hình dành cho thiếu nhi.
Thứ nhất, sự thú vị mà bộ phim ‘Pororo và những người bạn’ mang lại là những điều hết sức bình thường trong cuộc sống. Đây là yếu tố rất quan trọng. Thứ hai, nội dung phim đơn giản, dễ hiểu đối với trẻ em. Thứ ba, tình tiết chậm rãi để trẻ em có thể bắt kịp cốt truyện. Bên cạnh đó, những bài học ẩn chứa trong bộ phim không hề được truyền đạt một cách trực tiếp, khô khan theo kiểu ‘1 + 1 = 2’, ‘Không nên đánh nhau với bạn’... mà được lồng ghép vào những câu chuyện có ý nghĩa. Ví dụ như tình tiết chú chim cánh cụt Pororo phá đổ cái tháp đồ chơi do Crong tạo nên, sau đó ngượng ngùng nhận ra lỗi lầm rồi học cách nói xin lỗi. Cuối cùng, Pororo nhận ra rằng sau khi xin lỗi tâm trạng sẽ trở nên rất dễ chịu. Đó mới chính là cách truyền tải thông điệp giáo dục của bộ phim này.

## Đánh giá từ phần 1 đến 6 và các bài hát Pororo
Theo đánh giá số lượng người xem đã có thông tin như sau:
- Phần 1-2: Cốt truyện dễ hiểu nhất với ứng xử đời thường.
- Phần 3: Thành công nhất về sự thay đổi âm thanh,trang phục,nhân vật mới và sâu sắc.
- Phần 4: Âm thanh từng tập phim trong sáng và hay nhất.
- Phần 5: Cốt truyện hay nhất và độc đáo.
- Phần 6: Đồ họa sắc nét, cốt truyện lạ
- Bài hát Pororo: Ảnh hưởng lớn đến trẻ từ việc hát theo và cùng nhảy theo với Pororo và các bạn,đặc biệt là bài Para Pam (2006) và bài 뽀롱뽀롱 체조 (2015)
- NEW 1: Cốt truyện dựa vào phần 1 và có thay đổi cách dàn dựng câu chuyện, vẫn sử dụng đồ hoạ phần 6
- Phần 7:Trích phần cuối cùng của bộ phim vẫn dùng đồ họa phần 6

## Định dạng
- Phần 1: 52 tập x 5 phút (2003-2004)
- Phần 2: 52 tập x 5 phút (2005-2006)
- Phần 3: 52 tập x 5 phút (2009)
- Phần 4: 26 tập x 11 phút (2012)
- Phần 5: 26 tập x 11 phút (2014)
- Phần 6: 26 tập x 11 phút (2016)
- NEW 1: 26 tập x 10 phút (2017)
- Pororo Sing-Along phần 1-2 (뽀로로와 노래해요 1기): 26 tập x 3 phút (2005-2006)
- Pororo Sing-Along phần 3 (뽀로로와 노래해요 2기): 13 tập x 3 phút (2014)
- Pororo English show (뽀로로 잉글리시 쇼): 13 tập x 5 phút (2012)
- Pororo to the Cookie Castle (뽀로로의 대모험): 70 phút (2004)
- Pororo đường đua mạo hiểm (뽀로로 극장판 슈퍼썰매 대모험): 1 giờ 15 phút (2013)
- Pororo the snow fairy village adventure (뽀로로 극장판 눈요정 마을 대모험): 35 phút (2014)
- Pororo cyberspace adventure (뽀로로 극장판 컴퓨터 왕국 대모험): 1 giờ 2 phút (2015)
- Eddy the clever fox (똑똑박사 에디 1기) Phần 1: 13 tập x 5 phút (2010)
- Eddy the clever fox (똑똑박사 에디 2기) Phần 2: 13 tập x 5 phút (2012-2013)
- Loppy the cooking princess (요리공주 루피): 6 tập x 5 phút (2012)
- Pororo rescue mission (뽀롱뽀롱 구출작전): 27 phút (2013) {Phiên bản kỷ niệm 10 năm}
- Pororo adventure to korea (뽀로로의 한국대모험): 5 tập x 3 phút
- Pororo's Exciting Space Adventure (뽀로로의 신나는 우주여행):12 phút (2014)
- Pororo Dinosaur Island Adventure (뽀로로 극장판 공룡섬 대모험): 1 giờ 19 phút (2017)
- Phần 7: 26 tập x 11 phút (2020-2021)
- Subnautica below zero × pororo the little penguin (서브노티카: 빌로우 제로 × 뽀롱뽀롱 뽀로로): 1 giờ 55 phút (2021)
- NEW 2: 52 tập x 5 phút (2023)

## Nhạc phim

### Nhạc phim bắt đầu
- Phần 1: Always Happy as Can Be
- Phần 2: Always Happy as Can Be (Thay đổi giai điệu)
- Phần 3: Hello Friends
- Phần 4: Hello Friends (Thay đổi giai điệu)
- Phần 5: Hello Friends (Thay đổi giai điệu)
- Phần 6: Hello Friends (Sử dụng giai điệu phần 5)
- NEW 1: Hello Friends (Sử dụng giai điệu phần 5)
- Pororo Rescue mission (뽀롱뽀롱 구출작전): Always Happy as Can Be
- Phần 7: No more worries (giai điệu trích từ nhạc sỹ Luke bergs)
- Subnautica below zero × pororo the little penguin (서브노티카: 빌로우 제로 × 뽀롱뽀롱 뽀로로): Hello friends (Sử dụng giai điệu phần 3)

### Nhạc phim kết thúc
- Phần 1: We Are the Best of Friends
- Phần 2: All Good Friends
- Phần 3: Good Friends
- Phần 4: Good Friends (Thay đổi giai điệu)
- Phần 5: Good Friends (Thay đổi giai điệu)
- Phần 6: Good Friends (Sử dụng giai điệu phần 5)
- NEW 1: We Are the Best of Friends (Có sự thay đổi)
- Pororo đường đua mạo hiểm: We are champion (Pororo the racing adventure)
- Pororo the snow fairy village adventure: 뽀로로 극장판 눈요정 마을 대모험 뮤직비디오
- Pororo Cyberspace adventure: 뽀로로 극장판 컴퓨터 왕국 대모험 뮤직비디오
- Pororo Rescue mission (뽀롱뽀롱 구출작전): Good Friends
- Pororo Dinosaur Island Adventure (뽀로로 극장판 공룡섬 대모험): 뽀로로 극장판 공룡섬 대모험 뮤직비디오
- Phần 7: Say goodbye the world of pororo the little penguin (Kết thúc chiếu vào 25 tháng 4 năm 2021)
- Subnautica below zero × pororo the little penguin (서브노티카: 빌로우 제로 × 뽀롱뽀롱 뽀로로): We are Best of Friends (sử dụng giai điệu phần 1)